# Laisenia Raura
Laisenia Naioko Raura (14 ottobre 1990) è un calciatore figiano, difensore o centrocampista del Suva e della nazionale figiana.

## Statistiche

### Cronologia presenze e reti in nazionale
| Cronologia completa delle presenze e delle reti in nazionale ― Figi | Cronologia completa delle presenze e delle reti in nazionale ― Figi | Cronologia completa delle presenze e delle reti in nazionale ― Figi | Cronologia completa delle presenze e delle reti in nazionale ― Figi | Cronologia completa delle presenze e delle reti in nazionale ― Figi | Cronologia completa delle presenze e delle reti in nazionale ― Figi | Cronologia completa delle presenze e delle reti in nazionale ― Figi | Cronologia completa delle presenze e delle reti in nazionale ― Figi |
| Data                                                                | Città                                                               | In casa                                                             | Risultato                                                           | Ospiti                                                              | Competizione                                                        | Reti                                                                | Note                                                                |
| ------------------------------------------------------------------- | ------------------------------------------------------------------- | ------------------------------------------------------------------- | ------------------------------------------------------------------- | ------------------------------------------------------------------- | ------------------------------------------------------------------- | ------------------------------------------------------------------- | ------------------------------------------------------------------- |
| 10-11-2015                                                          | [[\|Laisenia Raura]]                                                | Vanuatu                                                             | 2 – 1                                                               | Figi                                                                | Amichevole                                                          | -                                                                   |                                                                     |
| 28-5-2016                                                           | [[\|Laisenia Raura]]                                                | Nuova Zelanda                                                       | 3 – 1                                                               | Figi                                                                | Qual. Mondiali 2018                                                 | -                                                                   |                                                                     |
| 31-5-2016                                                           | [[\|Laisenia Raura]]                                                | Isole Salomone                                                      | 0 – 1                                                               | Figi                                                                | Qual. Mondiali 2018                                                 | -                                                                   |                                                                     |
| 4-6-2016                                                            | [[\|Laisenia Raura]]                                                | Figi                                                                | 2 – 3                                                               | Vanuatu                                                             | Qual. Mondiali 2018                                                 | -                                                                   |                                                                     |
| Totale                                                              |                                                                     | Presenze                                                            | 4                                                                   |                                                                     | Reti                                                                | 0                                                                   |                                                                     |

## Palmarès

### Club

#### Competizioni nazionali
- Campionato figiano: 3

Ba: 2011, 2012, 2013
- Champions vs. Champions figiana: 2

Ba: 2011, 2012